# Kamianka-Bouzka
Pour les articles homonymes, voir Kamianka.
Kamianka-Bouzka (en ukrainien : Кам'янка-Бузька) ou Kamenka-Bougskaïa (en russe : Каменка-Бугская) est une ville de l'oblast de Lviv, en Ukraine. Sa population s'élevait à 10397 habitants en 2022.

## Géographie
Kamianka-Bouzka est située à 40 km au nord-est de Lviv.

## Histoire
De la première partition de la Pologne, en 1772, à 1918, la ville (nommée Kamionka Strzumilowa avant 1867) fait partie de l'empire d'Autriche, puis d'Autriche-Hongrie (Cisleithanie après le compromis de 1867), chef-lieu du district de même nom, l'un des 78 Bezirkshauptmannschaften (powiats) en province (Kronland) de Galicie en 1900.
Le sort de cette province fut dès lors disputé par la Pologne et la Russie soviétique, jusqu'à la paix de Riga le 18 mars 1921, attribuant la Galicie orientale à la Pologne (jusqu'à la rivière Zbroutch).
De 1918 à 1939, elle fait partie de la Pologne et porte le nom de Kamionka Strumilowa ; elle est un chef-lieu de district de la voïvodie de Tarnopol.
Au cours de la Seconde Guerre mondiale, les juifs de la ville sont assassinés dans une exécution de masse perpétrée par un einsatzgruppen.
En 1944, la Galicie orientale est annexée par l'Union soviétique et rattachée à la république socialiste soviétique d'Ukraine.

## Population
Recensements (*) ou estimations de la population :
| 1959* | 1970* | 1979*  | 1989*  | 2001*  |
| ----- | ----- | ------ | ------ | ------ |
| 7 950 | 8 539 | 10 353 | 11 266 | 11 674 |

| 2009   | 2010   | 2011   | 2012   | 2013   |
| ------ | ------ | ------ | ------ | ------ |
| 10 934 | 10 914 | 10 921 | 10 934 | 10 900 |